# Mérgessiklófélék

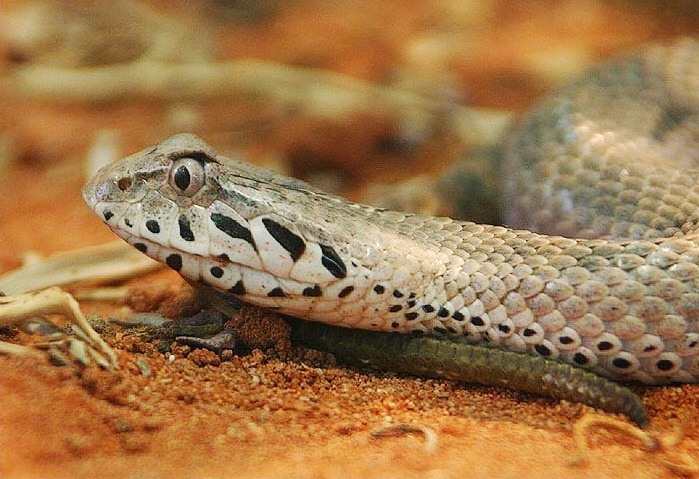
Déli halálkígyó (Acanthophis antarcticus)

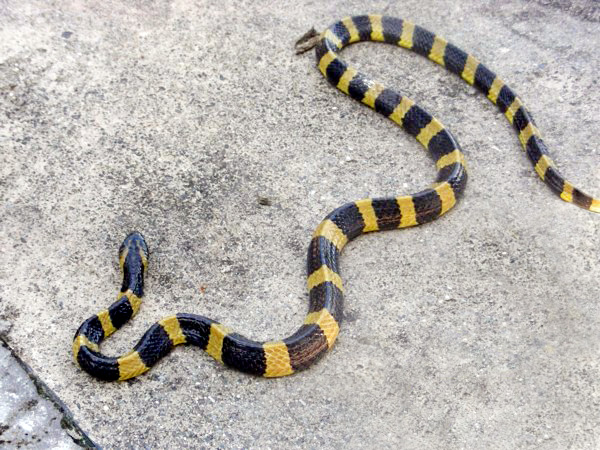
Gyűrűszalagos krait (Bungarus fasciatus)

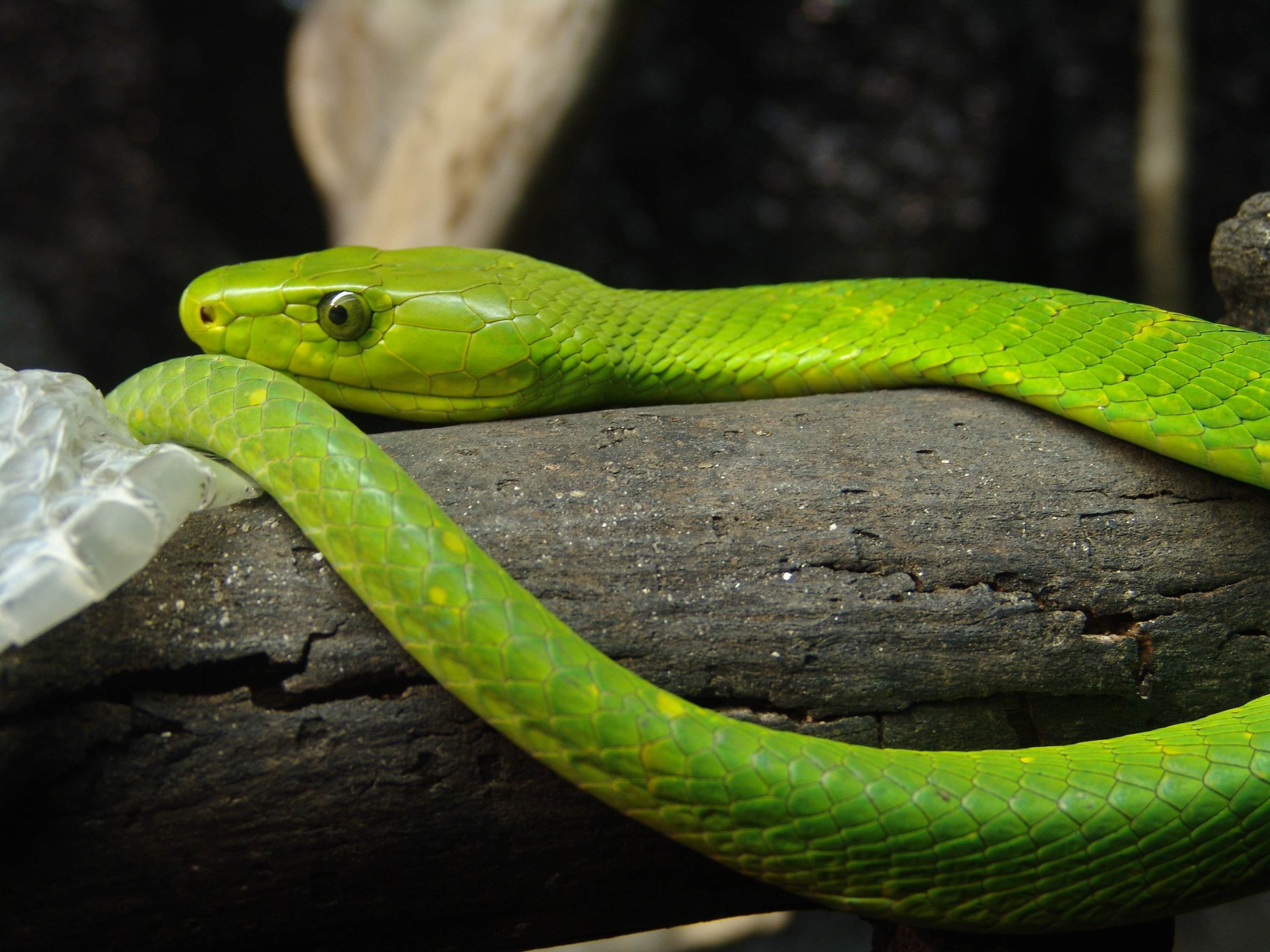
Kelet-afrikai mamba (Dendroaspis angusticeps)

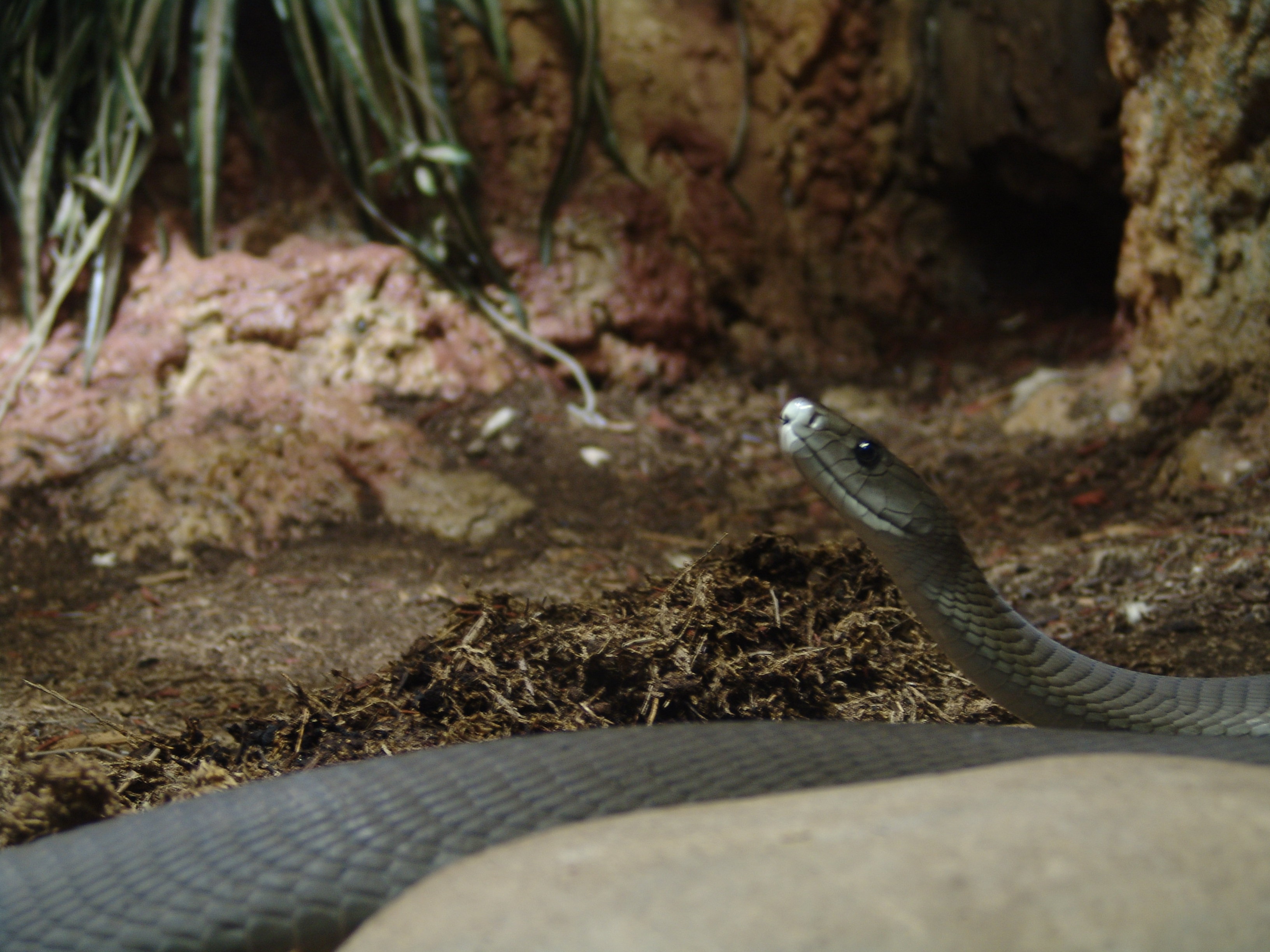
Fekete mamba (Dendroaspis polylepis)

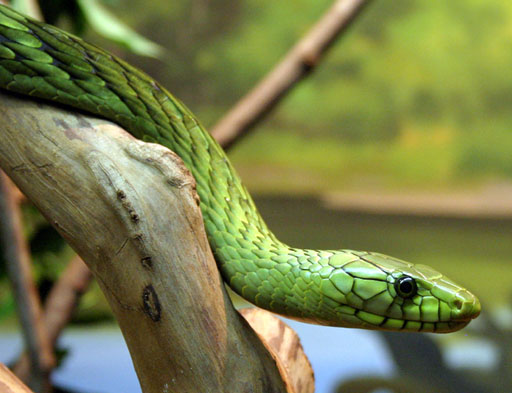
Zöld mamba (Dendroaspis viridis)

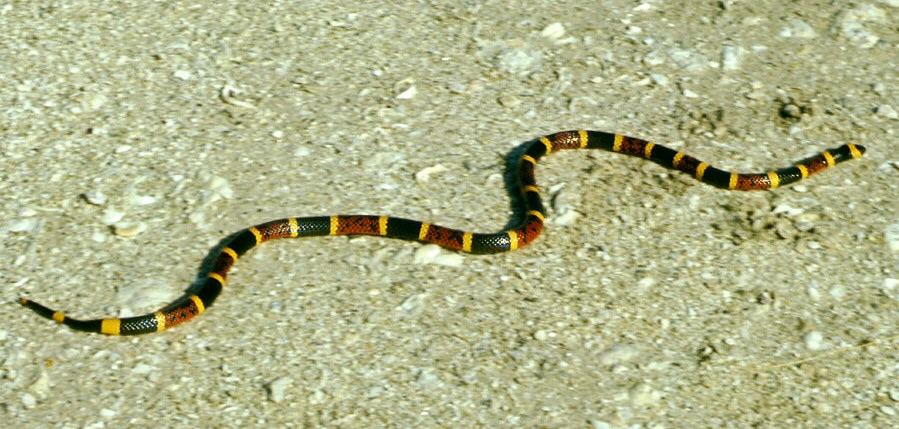
Egy korallkígyó faj (Micrurus)

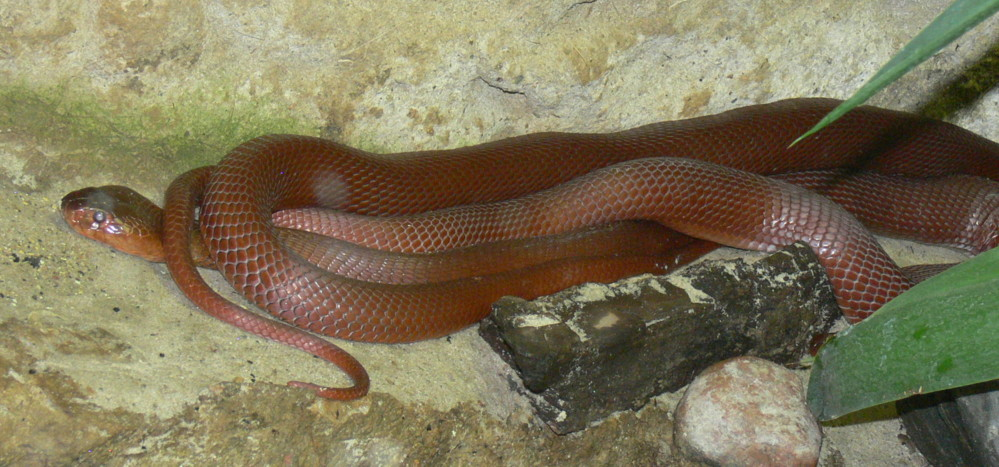
Mozambiki köpködőkobra (Naja mossambica)

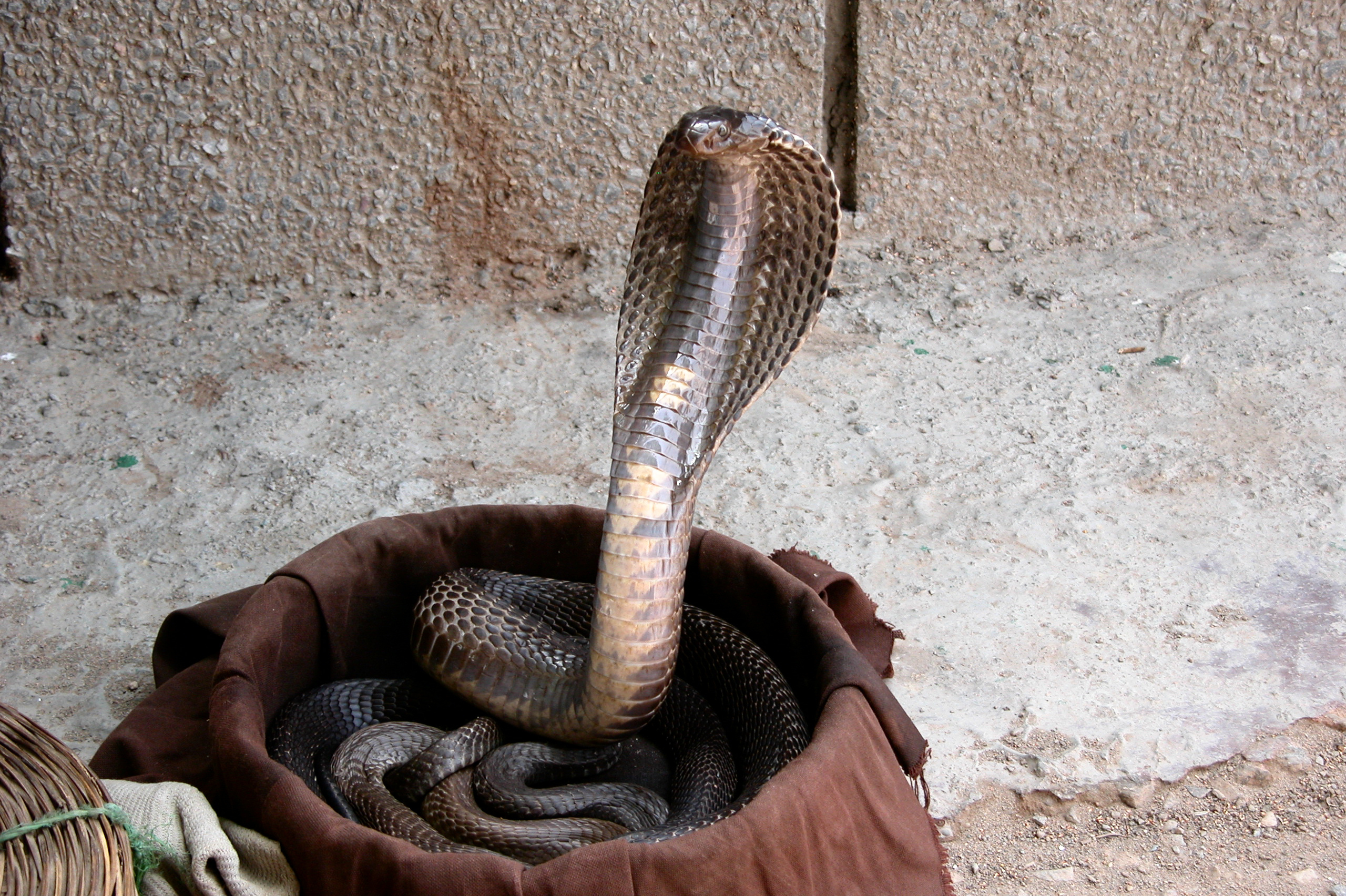
Pápaszemes kobra (Naja naja)

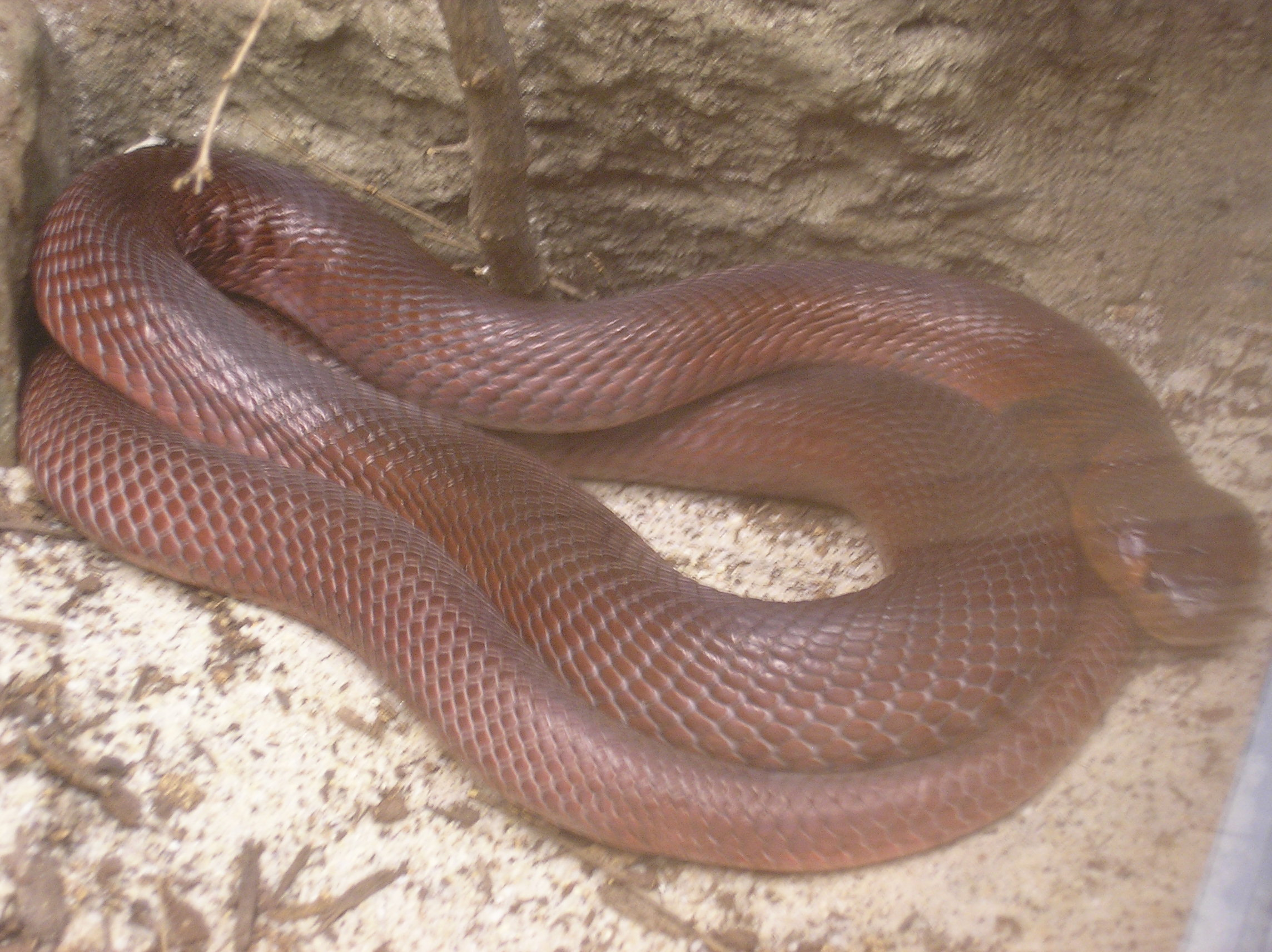
Vörös köpködőkobra (Naja pallida)

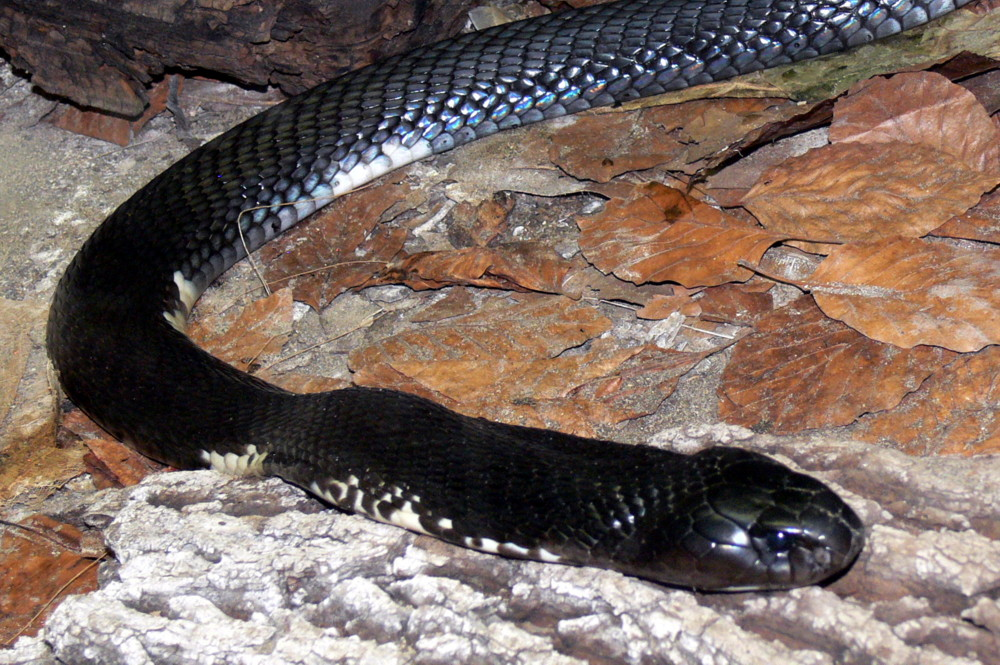
Sziámi kobra (Naja siamensis)

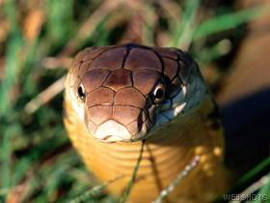
Királykobra (Ophiophagus hannah)

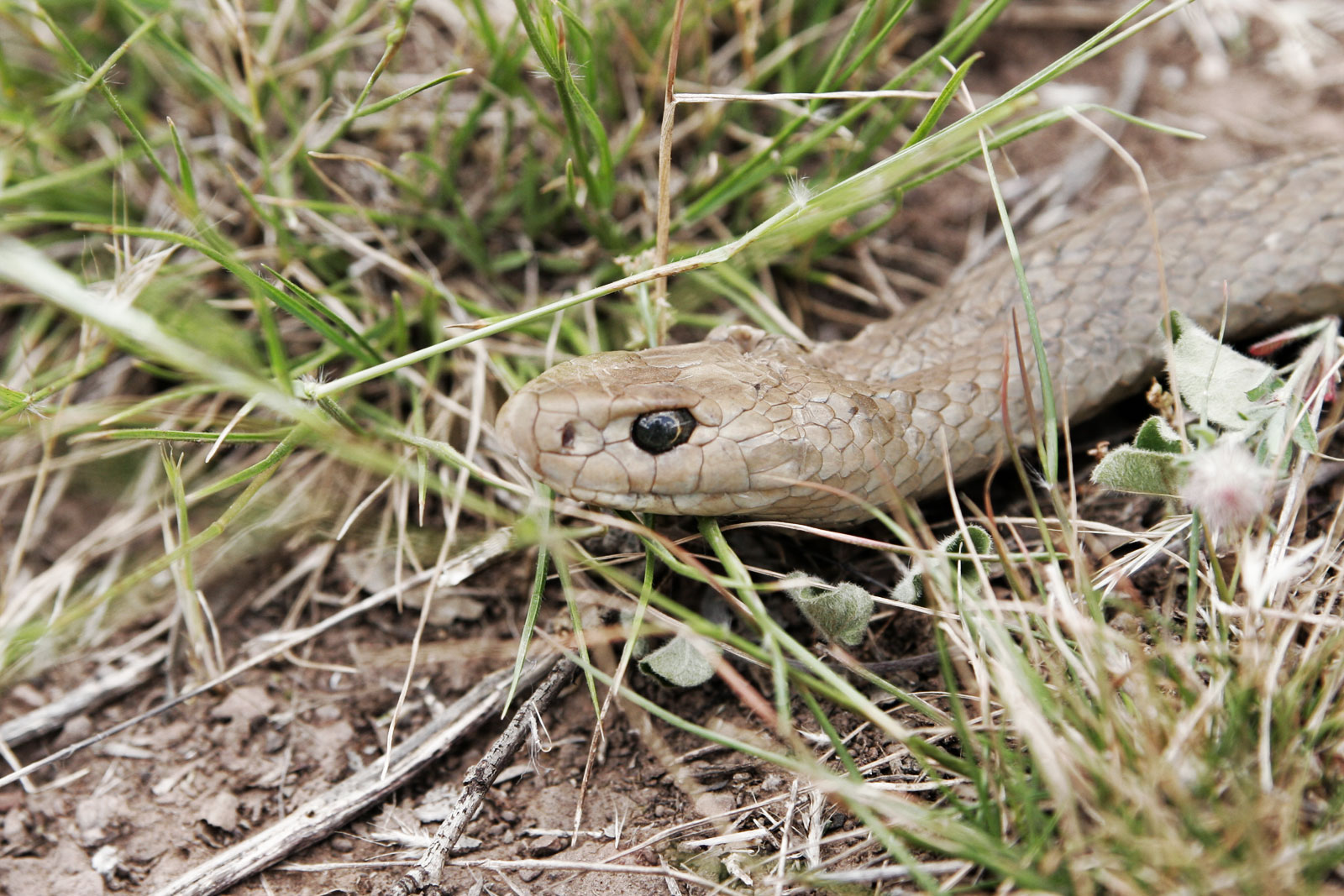
Pseudonaja

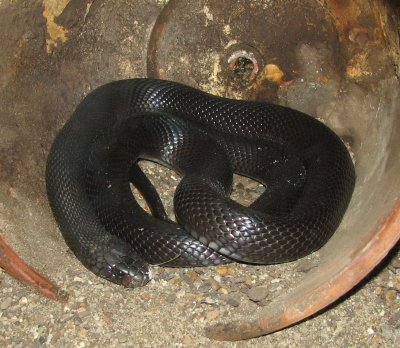
Fekete sivatagikobra (Walterinnesia aegyptia)

A mérgessiklófélék (Elapidae) a hüllők (Reptilia) osztályába, a  pikkelyes hüllők (Squamata) rendjébe és a kígyók (Serpentes) alrendjébe tartozó család.

55 nem és 259 faj tartozik a családba.

## Rendszerezés
A családba az alábbi nemek és fajok tartoznak:
- Acanthophis (Daudin, 1803) – 7 faj
  - déli halálkígyó (Acanthophis antarcticus)
  - Acanthophis hawkei
  - pápua halálkígyó (Acanthophis laevis)
  - északi halálkígyó (Acanthophis praelongus)
  - sivatagi halálkígyó (Acanthophis pyrrhus)
  - indonéz halálkígyó (Acanthophis rugosus)
  - Acanthophis wellsi

- Aspidelaps (Fitzinger, 1843) – 2 faj
  - Korallkobra (Aspidelaps lubricus)
  - Pajzsosorrú kobra (Aspidelaps scutatus)

- Aspidomorphus (Fitzinger, 1843) – 3 faj
  -  Aspidomorphus lineaticollis
  - Aspidomorphus mulleri
  - Aspidomorphus schlegelii

- Austrelaps (Worrell, 1963) – 3 faj
  - törpe bronzkígyó (Austrelaps labialis)
  - felföldi bronzkígyó (Austrelaps ramsayi)
  - síkvidéki bronzkígyó (Austrelaps superbus)

- Boulengerina (Dollo, 1886) – 2 faj
  - sávos vízikobra (Boulengerina annulata)
  - kongói vízikobra (Boulengerina christyi)

- Bungarus (Daudin, 1803) – 12 faj
  - Bungarus andamanensis
  - Bungarus bungaroides
  - közönséges krait (Bungarus caeruleus)
  - bungárkígyó (Bungarus candidus)
  - Bungarus ceylonicus
  - gyűrűszalagos krait (Bungarus fasciatus)
  - Bungarus flaviceps
  - Bungarus lividus
  - Bungarus magnimaculatus
  - Bungarus multicinctus
  - Bungarus niger
  - kék krait (Bungarus sindanus)

- Cacophis (Günther, 1863) – 4 faj
  - Cacophis churchilli
  - Cacophis harriettae
  - Cacophis krefftii
  - Cacophis squamulosus

- Calliophis (Gray, 1834) – 8 faj
  - Calliophis beddomei
  - Calliophis bibroni
  - Calliophis bivigrata
  - Calliophis gracillis
  - Calliophis intestinalis
  - Calliophis maculiceps
  - Calliophis melanurus
  - Calliophis nigrescens

- Demansia (Gray, 1842) – 9 faj
  - Demansia atra
  - Demansia calodera
  - Demansia olivacea
  - Demansia papuensis
  - Demansia psammophis
  - Demansia reticulata
  - Demansia rufescens
  - Demansia simplex
  - Demansia torquata

- Dendroaspis (Schlegel, 1848) – 4 faj
  - kelet-afrikai mamba (Dendroaspis angusticeps)
  - Jameson-mamba (Dendroaspis jamesoni)
  - fekete mamba (Dendroaspis polylepis)
  - zöld mamba (Dendroaspis viridis)

- Denisonia (Krefft, 1869) – 2 faj
  - Denisonia devisi
  - Denisonia maculata

- Drysdalia (Worrell, 1961) – 3 faj
  - Drysdalia coronoides
  - Drysdalia mastersii
  - Drysdalia rhodogaster

- Echiopsis (Fitzinger, 1843) – 2 faj
  - Echiopsis atriceps
  - Echiopsis curta

- Elapognathus (Boulenger, 1896) – 2 faj
  - Elapognathus coronata
  - Elapognathus minor

- Elapsoidea (Bocage, 1866) – 10 faj
  - Elapsoidea boulengeri
  - Elapsoidea broadleyi
  - Elapsoidea chelazziorum
  - Elapsoidea guentherii
  - Elapsoidea laticincta
  - Elapsoidea loveridgei
  - Elapsoidea nigra
  - Elapsoidea semiannulata
  - De Coster-kígyó (Elapsoidea sunderwallii)
  - Elapsoidea trapei

- Emydocephalus (Krefft, 1869) – 2 faj
  - Emydocephalus annulatus
  - Emydocephalus ijimae

- Furina (Duméril, 1853) – 5 faj
  - Furina barnardi
  - Furina diadema
  - Furina dunmalli
  - Furina ornata
  - Furina tristis

- Hemachatus (Fleming, 1822) – 1 faj
  - varangyfaló köpködőkobra (Hemachatus haemachatus)

- Hemiaspis (Fitzinger, 1861) – 2 faj
  - Hemiaspis damelii
  - Hemiaspis signata

- Hemibungarus (Peters, 1862) – 1 faj
  - Hemibungarus calligaster

- Homoroselaps (Jan, 1858) – 2 faj
  - Homoroselaps dorsalis
  - Homoroselaps lacteus

- Hoplocephalus (Wagler, 1830) – 3 faj
  - Hoplocephalus bitorquatus
  - sárgafoltos hamiskobra (Hoplocephalus bungaroides)
  - Hoplocephalus stephensii

- Leptomicrurus (Schmidt, 1937) – 4 faj
  - Leptomicrurus collaris
  - Leptomicrurus narduccii
  - Leptomicrurus renjifoi
  - Leptomicrurus scutiventris

- Loveridgelaps (McDowell, 1970) – 1 faj
  - Loveridgelaps elapoides

- Micropechis (Boulenger, 1896) – 1 faj
  - pápuakígyó (Micropechis ikaheka)

- Micruroides (Schmidt, 1928) – 1 faj
  - arizonai korallsikló (Micruroides euryxanthus)

- Micrurus (korallkígyók) (Wagler, 1824) – 69 faj
  - Micrurus albicinctus
  - Allen-korallkígyó (Micrurus alleni)
  - Micrurus altirostris
  - Micrurus ancoralis
  - Micrurus annellatus
  - Micrurus averyi
  - Micrurus bernadi
  - Micrurus bocourti
  - Micrurus bogerti
  - Micrurus browni
  - Micrurus camilae
  - Micrurus catamayensis
  - Micrurus circinalis
  - Clark-korallkígyó (Micrurus clarki)
  - Micrurus corallinus
  - Micrurus decoratus
  - Micrurus diana
  - atlanti korallkígyó (Micrurus diastema)
  - Micrurus dissoleucus
  - Micrurus distans
  - Micrurus dumerilii
  - Micrurus elegans
  - Micrurus ephippifer
  - karcsú korallkígyó (Micrurus filiformis)
  - Micrurus frontalis
  - Micrurus frontifasciatus
  - keleti korallkígyó (Micrurus fulvius)
  - Micrurus hemprichii
  - Micrurus hippocrepis
  - Micrurus ibiboboca
  - Micrurus isozonus
  - Micrurus langsdorffi
  - Micrurus laticollaris
  - Micrurus latifasciatus
  - brazil korallkígyó (Micrurus lemniscatus)
  - Micrurus limbatus
  - Micrurus margaritiferus
  - Micrurus medemi
  - Micrurus meridensis
  - Micrurus mertensi
  - Micrurus mipartitus
  - Micrurus multifasciatus
  - Micrurus multiscutatus
  - Micrurus nebularis
  - feketegyűrűs korallkígyó (Micrurus nigrocinctus)
  - Micrurus oligoanellatus
  - Micrurus ornatissimus
  - Micrurus pacaraimae
  - Micrurus pachecogili
  - Micrurus paraensis
  - Micrurus peruvianus
  - Micrurus petersi
  - Micrurus proximans
  - Micrurus psyches
  - Micrurus putumayensis
  - Micrurus pyrrhocryptus
  - Micrurus remotus
  - Micrurus ruatanus
  - Micrurus sangilensis
  - Micrurus serranus
  - Micrurus spixii
  - Micrurus spurelli
  - Micrurus steindachneri
  - Micrurus stewarti
  - Micrurus stuarti
  - vízi korallkígyó (Micrurus surinamensis)
  - Micrurus tamaulipensis
  - Micrurus tener
  - Micrurus tschudii

- Naja (Laurenti, 1768) – 20 faj
  - örvös kobra (Naja annulifera)
  - kínai kobra (Naja atra)
  - ureuszkígyó vagy egyiptomi kobra (Naja haje)
  - monoklis kobra (Naja kaouthia)
  - barna köpködőkobra (Naja katiensis)
  - Naja mandalayensis
  - erdei kobra (Naja melanoleuca)
  - mozambiki köpködőkobra (Naja mossambica)
  - pápaszemes kobra (Naja naja)
  - feketenyakú köpködőkobra (Naja nigricollis)
  - fokföldi kobra (Naja nivea)
  - Naja nubiae
  - közép-ázsiai kobra vagy fekete kobra (Naja oxiana)
  - vörös köpködőkobra (Naja pallida)
  - Naja philippinensis
  - Naja sagittifera
  - Naja samarensis
  - sziámi kobra (Naja siamensis)
  - maláj köpködőkobra (Naja sputatrix)
  - szumátrai köpködőkobra (Naja sumatrana)

- Notechis (Boulenger, 1896) – 2 faj
  - fekete tigriskígyó (Notechis ater)
  - ausztráliai tigriskígyó (Notechis scutatus)

- Ogmodon (Peters, 1864) – 1 faj
  - Fidzsi-szigeteki kígyó (Ogmodon vitianus)

- Ophiophagus (Günther, 1864) – 1 faj
  - királykobra (Ophiophagus hannah)

- Oxyuranus (Kinghorn, 1923) – 2 faj
  - kispikkelyű tajpán (Oxyuranus microlepidotus)
  - tajpán (Oxyuranus scutellatus)

- Paranaja (Loveridge, 1944) – 1 faj
  - ásó kobra (Paranaja multifasciata)

- Parapistoclamus (Roux, 1934) – 1 faj
  - Parapistoclamus hedigeri

- Praescutata (Wall, 1921) – 1 faj
  - Praescutata viperina

- Pseudechis (Wagler, 1830) – 7 faj
  - barna ausztrálsikló (Pseudechis australis)
  - Pseudechis butleri
  - Pseudechis colletti
  - pettyes ausztrálsikló (Pseudechis guttatus)
  - Pseudechis pailsei
  - Pseudechis papuanus
  - vöröshasú ausztrálsikló (Pseudechis porphyriacus)

- Pseudohaje (Günther, 1858) – 2 faj
  - falakó álkobra (Pseudohaje goldii)
  - fekete álkobra (Pseudohaje nigra)

- Pseudonaja (Günther, 1858) – 8 faj
  - Pseudonaja affinis
  - Pseudonaja elliotti
  - Pseudonaja guttata
  - Pseudonaja inframacula
  - Pseudonaja ingrami
  - Pseudonaja modesta
  - nyugati barnakígyó (Pseudonaja nuchalis)
  - textilmintás barnakígyó (Pseudonaja textilis)

- Rhinoplocephalus (Müller, 1885) – 6 faj
  - Rhinoplocephalus bicolor
  - Rhinoplocephalus boschmai
  - Rhinoplocephalus incredibilis
  - Rhinoplocephalus nigriscens
  - Rhinoplocephalus nigrostriatus
  - Rhinoplocephalus pallidiceps

- Salomonelaps (McDowell, 1970) – 1 faj
  - Salomonelaps par

- Simoselaps (Jan, 1859) – 13 faj
  - Simoselaps anomalus'
  - Simoselaps approximans
  - Simoselaps australis
  - Simoselaps bertholdi
  - Simoselaps bimaculatus
  - Simoselaps calonotos
  - Simoselaps fasciolatus
  - Simoselaps incinctus
  - Simoselaps littoralis
  - Simoselaps minimus
  - Simoselaps roperi
  - Simoselaps semifasciatus
  - Simoselaps warro

- Sinomicrurus (Slowinski, 2001) – 5 faj
  - Sinomicrurus hatori
  - Sinomicrurus japonicus
  - Sinomicrurus kelloggi
  - Sinomicrurus macclellandi
  - Sinomicrurus sauteri

- Suta (Worrell, 1961) – 10 faj
  - Suta dwyeri
  - Suta fasciata
  - Suta flagellum
  - Suta gouldii
  - Suta monachus
  - Suta nigriceps
  - Suta ordensis
  - Suta punctata
  - Suta spectabilis
  - Suta suta

- Toxicocalamus (Boulenger, 1896) – 9 faj
  - Toxicocalamus buergersi
  - Toxicocalamus grandis
  - Toxicocalamus holopelturus
  - Toxicocalamus longissimus
  - Toxicocalamus loriae
  - Toxicocalamus misimae
  - Toxicocalamus preussi
  - Toxicocalamus spilolepidotus
  - Toxicocalamus stanleyanus

- Vermicella (Gray, 1858) – 6 faj
  - Vermicella annulata
  - Vermicella intermedia
  - Vermicella multifasciata
  - Vermicella parsacuda Chantelle & al. 2018[1]
  - Vermicella snelli
  - Vermicella vermiformis

- Walterinnesia (Lataste, 1887) – 1 faj
  - fekete sivatagikobra (Walterinnesia aegyptia)